# TSG Balingen
El TSG Balingen es un equipo de fútbol de Alemania que juega en la Regionalliga Südwest, una de las ligas que conforman la cuarta división de fútbol en el país.

## Historia
Fue fundado en el año 1848 en la ciudad de Balingen de la región de Baden-Württemberg por un grupo de gimnastas como una institución multideportiva con secciones en deportes como atletismo, baloncesto, esgrima, gimnasia, balonmano, judo, karate y faustball, aunque su sección de fútbol fue abierta hasta 1945 cuando terminó la Segunda Guerra Mundial.
En sus primeros cincuenta años de vida estuvo en las divisiones regionales de Alemania hasta que en 1995 logran el ascenso a la quinta división.
En la temporada 2008/09 logran el ascenso a la Oberliga Baden-Württemberg por primera vez en su historia, por ocho temporadas consecutivas, y en la temporada 2017/18 logran el ascenso a la Regionalliga Südwest por primera vez, también siendo la primera ocasión en la que el club abandona las divisiones aficionadas.

## Palmarés
- Oberliga Baden-Württemberg: 1

2017/18
- Verbandsliga Württemberg: 1

2007/08